# Harald Weinfurter
Harald Weinfurter (* 14. Mai 1960 in Steyr) ist ein österreichischer Physiker und Hochschullehrer, der sich experimentell mit Grundlagen der Quantenmechanik und Quantenoptik befasst.

## Leben
Weinfurter studierte ab 1978 Technische Physik an der TU Wien, an der er 1983 sein Diplom erwarb und 1987 promoviert wurde, und habilitierte sich 1996 an der Universität Innsbruck (Quantum Interferometry). 1988 bis 1991 war er am Hahn-Meitner-Institut in Berlin und ab 1991 Universitätsassistent in Innsbruck, wo er in der Gruppe von Anton Zeilinger war. 1996 bis 1999 war er APART-Forschungsstipendiat der Österreichischen Akademie der Wissenschaften. Er ist seit 1999 Professor für Quantenoptik an der Ludwig-Maximilians-Universität München.
Weinfurter befasste sich unter anderem mit Quantenverschränkung und mit Quantenkryptographie, wo er mit Christian Kurtsiefer für einen Rekord in der Übertragung einer abhörsicheren Nachricht über 23,4 km zwischen Zugspitze und Karwendel 2002 bekannt ist.
1996 erhielt er den Fritz-Kohlrausch-Preis und den Start-Preis und 2003 mit Christian Kurtsiefer den Philip Morris Forschungspreis. 2004 war er einer der Empfänger des Descartes-Preises für das IST-QuComm Projekt, 2014 erhielt er den Kopernikus-Preis. Seit 2010 ist Weinfurter „Fellow“ am Max-Planck-Institut für Quantenoptik, Garching.

## Schriften
- mit Thomas Herzog, Paul G. Kwiat, Anton Zeilinger Complementarity and the quantum eraser, Phys. Rev. Letters, Band 75, 1995, S. 3034
- mit Paul Kwiat, Anton Zeilinger Wechselwirkungsfreie Quantenmessung, Spektrum der Wissenschaft, 1997, Heft 1
- mit Kurtsiefer, P. Zarda, Matthäus Halder, P.M. Gorman, P.R. Tapster, J.G. Rarity A step towards global key distribution, Nature, Band 419, 2002, S. 450
- mit Kurtsiefer, S. Mayer, P. Zarda A stable solid-state source of single photons, Phys. Rev. Letters, Band 85, 2000, S. 290
- mit C. Schuck, G. Huber, C. Kurtsiefer Complete Deterministic Linear Optics Bell State Analysis, Phys. Rev. Lett., Band 96, 2006, S. 190501
- mit J. Volz, M. Weber, D. Schlenk, W. Rosenfeld, J. Vrana, K. Saucke, C. Kurtsiefer: Observation of Entanglement of a Single Photon with a Trapped Atom, Phys. Rev. Lett., Band 96, 2006, S. 030404
- mit N. Kiesel, Ch. Schmid, U. Weber, G. Tóth, O. Gühne, R. Ursin: Experimental analysis of a four-qubit photon cluster state, Phys. Rev. Lett., Band 95, 2005, S. 210502
- mit N. Kiesel, Ch. Schmid, U. Weber, R. Ursin: Linear optics controlled-phase gate made simple, Phys. Rev. Lett., Band 95, 2005, S. 210505
- mit P. Walther, K. Resch, T. Rudolph, E. Schenck, V. Vedral, M. Aspelmeyer, Anton Zeilinger: Experimental One-Way Quantum Computing, Nature, Band 434, 2005, S. 169–176